# NGC 329
NGC 329 je galaksija u zviježđu Kit.

## Vanjske poveznice
- SEDS: NGC 329